# Фавстос Бузанд
Фавстос Буза́нд (арм. Փավստոս Բուզանդ, в современных русскоязычных изданиях иногда Фауст Византийский) — имя армянского историка V века, традиционно приписываемое предполагаемому автору историко-эпического сочинения «Бузандаран патмутюнк». В нём описываются события до 387 года н. э. (Первый раздел Армении).

## Биография и происхождение имени
По предположению историка второй половины V века Лазара Парпеци, Фавстос был родом из Византии. Традиционно считалось, что Бузанд жил в IV веке.
Первое слово в оригинальном названии книги — Бузандаран патмутюнк (позднее изменённом на Патмутюнк Хайоц — «История Армении») — традиционно интерпретировали как отсылку к имени автора и считали производным от Бюзанд — «Византия». Имя Фавстос (или Павстос) может быть объяснено присутствием в окружении Нерсеса Великого епископа «римского происхождения» по имени Павстос, которого считали очевидцем событий IV века и автором сочинения. В таком виде — Павстос Бузанд — имя встречается уже у Лазаря Парпеци в конце V столетия.
В соответствии с выводами М. Малхасянца и А. Периханян, бузандаран является производным от парфянского слова бозанд и означающего «певец, сказитель, ашуг», а армянское патмутюнк имеет значение «повести, рассказы», то есть некий сборник исторических рассказов. Таким образом, современная версия значения названия книги — «рассказы ашуга», а имя автора считается неизвестным.  Согласно выводам Нины Гарсоян, «История Армении» была написана ок. 470 года армянином, нередко плохо информированным о событиях всеобщей истории. Гарсоян предполагает, что автор был священником. Джеймс Рассел из Гарвардского университета также считает его армянином жившим в V веке. Роберт Томсон из Оксфордского университета отмечает, что его имя было неверно истолковано как «Бюзандаци» т. е. «из Византии». Ключ к разгадке значения имени «Бузанд» лежит в названии самой книги Фавстоса. Название «Бузандаран» означает сборник эпических рассказов.
В современных русскоязычных источниках иногда встречается форма Фауст Византийский.

## «История Армении»
Сочинение Фавстоса Бузанда состояло из шести книг, из которых первые две не сохранились. Эти книги относились к «Начальной истории» Армении, охватывающей период от «вавилонского столпотворения до смерти Христа», и к «Срединной истории», обнимающей период распространения и утверждения христианства в Армении как государственной религии. Третий период — «Конечная история», — который охватывает более 50 лет, начиная с царствования Хосрова III Котака (330—339), сына Трдата III — до раздела Армении в 387 году на сферы влияния между сасанидским Ираном и Римом (в царствование Хосрова IV); это эпоха царствования армянских царей из династии Аршакидов — Хосрова, Тирана, Аршака II, Папа и Вараздата. Дошедшие до нас III, IV, V и VI книги относятся к «Конечной истории».
Особое место Фавстос Бузанд в своей «Истории» уделяет спарапетам (главнокомандующим) из рода Мамиконянов — Ваче, Васаку, Мушегу и Манвелу, которые играли главенствующую роль в войнах Армении с Ираном.
«История» имеет скорее эпический, нежели строго исторический характер. М. Абегян полагает, что «нельзя безоговорочно пользоваться этим трудом как достоверным историческим источником», «потому что творческий момент в нём занимает значительное место». Ценность «Истории» заключается в том, что она сообщает неизвестные по другим источникам сведения об иранизированной социальной структуре средневековой Армении, об армянской церкви, а также о практически утерянном устном народном творчестве, которое оказало сильное влияние на текст.
Впервые «История Армении» Фавстоса Бузанда была опубликована в 1730 г. в Стамбуле. Затем она издавалась в Венеции (в 1832, 1889 и 1933 гг.), Петербурге (1883 г.) и Тифлисе (1912 г.). Это сочинение было переведено на французский, немецкий, русский и английский языки.

## Память
Именем Павстоса Бузанда названа улица в Ереване.